# Werner Klinkhardt
Werner Bruno Klinkhardt (geboren am 14. Februar 1882 in Leipzig; gestorben am 10. November 1926 ebenda) war ein deutscher Verleger und Verlagsbuchhändler. Er gründete den Dr.-Werner-Klinkhardt-Verlag und gemeinsam mit dem Kunsthistoriker Georg Biermann (1880–1949) die Verlagsbuchhandlung Klinkhardt & Biermann.

## Leben
Klinkhardt war ein Sohn des Kommerzienrats, Verlegers und Druckereibesitzers Bruno Gustav Klinkhardt (24. August 1843 – 17. November 1897). Julius Klinkhardt, der Gründer des Verlags Julius Klinkhardt, war sein Großvater und Robert Julius Klinkhardt (1841–1908) sein Onkel. Er hatte einen jüngeren Bruder, Victor Klinkhardt (1876–1940), und einen Cousin, Wilhelm Julius Klinkhardt (1871–1935). Sie alle waren im Verlagswesen tätig. Sein Vater war lange Jahre Vorsitzender des Deutschen Buchdruckervereins in Leipzig und war seit 1870 gemeinsam mit Robert Julius Klinkhardt Teilhaber und ab 1881 Eigentümer des großväterlichen Verlags, in dem er bis zu seinem Tod die technische Abteilung leitete. Klinkhardts Bruder Victor wurde 1901 ebenfalls Teilhaber des Verlags Julius Klinkhardt.
Klinkhardt hatte studiert und wurde zum Dr. phil. promoviert. Er verlegte in seinem Dr.-Werner-Klinkhardt-Verlag Schriften aus den Bereichen der Medizin, Naturwissenschaften, Technik und Volkswirtschaft sowie Periodika. Er gründete am 2. Mai 1907 gemeinsam mit Georg Biermann eine Verlagsbuchhandlung, die sich insbesondere mit der Herausgabe von kunsthistorischer Fachliteratur befasste. Im Jahr 1911 kam es im Zusammenhang mit der von ihm verlegten Zeitschrift Der Cicerone zu einem Rechtsstreit mit dem Verlag von E. A. Seemann. Seemann hatte gegen Klinkhardt & Biermann wegen unlauteren Wettbewerbes rechtliche Schritte eingeleitet. Die Gerichtsverhandlung wurde am 27. Februar 1911 in einer öffentlichen Sitzung der fünften Kammer für Handelssachen beim Königlichen Landgericht mit einer Einigung geschlossen. Die Geschäftsführer von Klinkhardt & Biermann waren verpflichtet, im Cicerone im Heft von 8. März 1911 in der Abteilung Rundschau eine Erklärung abzudrucken, weshalb sie den Cicerone als „offizielles Publikationsorgan“ bezeichnet hätten, was die Mitbewerber benachteiligen würde. 1923 wurden beide Verlage in die Liebigstraße Nr. 6 verlegt. Klinkhardt war seit 1908 ordentliches Mitglied der Gesellschaft für Erdkunde in Leipzig. Sein Bruder Victor wurde Mitinhaber des Verlags Klinkhardt & Biermann.

## Verlag Dr. Werner Klinkhardt

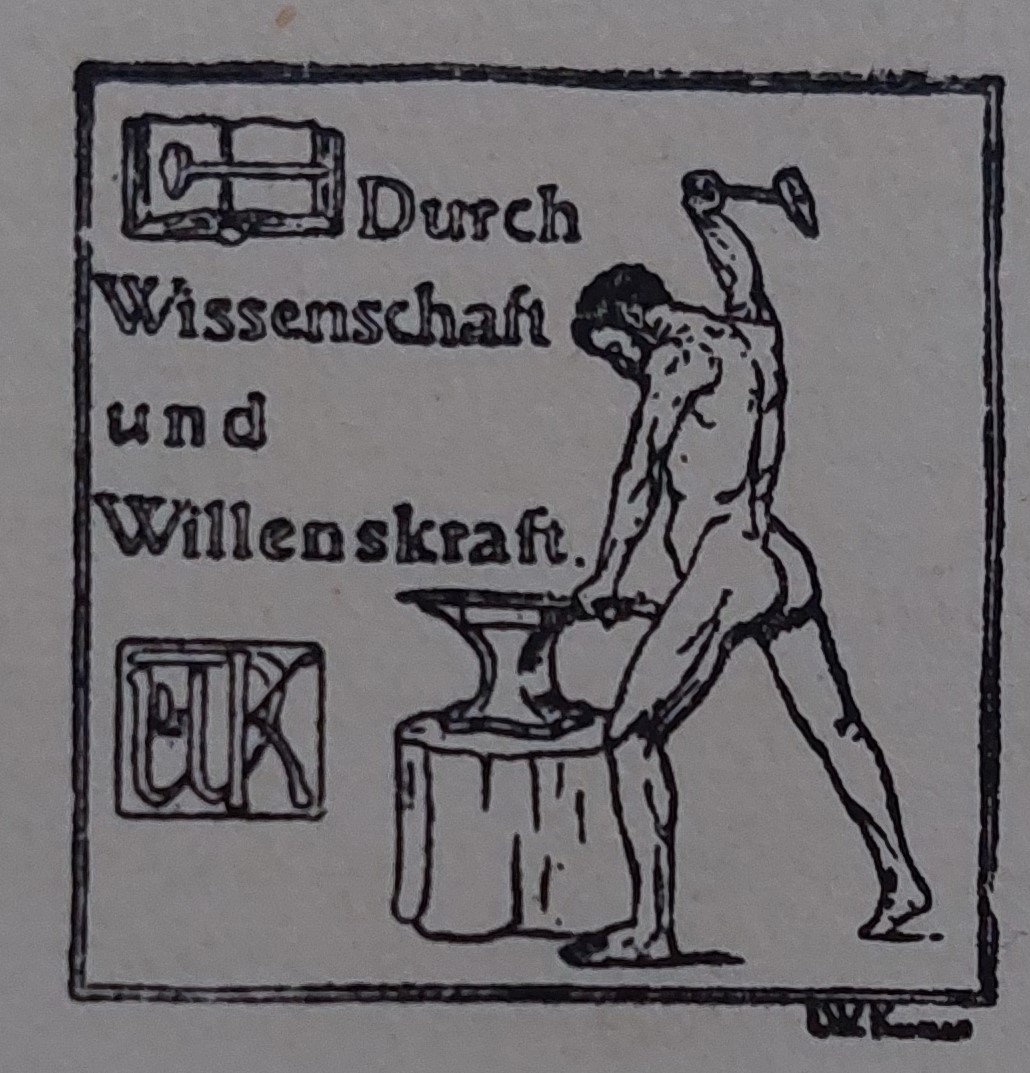
Logo 1911

Der Verlag Dr. Werner Klinkhardt gab unter anderem für die Deutsche Gesellschaft für Pilzkunde die Zeitschrift für Pilzkunde heraus. Im Verlag wurde zudem die Monografische Reihe Dr. Werner Klinkhardts Kolleghefte verlegt.
- Heft 1/2, Heinrich Boruttau: Taschenbuch der Physiologie. 1908.
- Heft 3/4, Hugo Miehe: Taschenbuch der Botanik. 1909.
- Heft 5/6, Edgar von Gierke: Taschenbuch der pathologischen Anatomie.
- Heft 7, Adolf Klughardt: Zahnärztliche Materialkunde.
- Heft 8/9, Alfred Rohrer: Innere Medizin und Zahnheilkunde. 1922/1923.
- Heft 10, Hermann von Tappeiner: Taschenbuch der allgemeinen Chirurgie.
- Heft 11, Adolf Oehrlein: Entwicklung und Histologie des Gebisses. 1924.
- Heft 12, Heinrich Fabian: Spezielle Anatomie des Gebisses. 1928.

## Veröffentlichungen (Auswahl)
- Der Neuaufbau der Organisation des Börsenvereins. In: Börsenblatt für den Deutschen Buchhandel. 90, 1923, S. 1242–1243.
- Umwandlung in eine Kommanditgesellschaft auf Aktien. … Verlegung der Firma und der Schwesterfirma Dr. Werner Klinkhardt in die Liebigstr. 6. Klinkhardt & Biermann, Leipzig 1923.
- Verlagsverzeichnis von Werner Klinkhardt Leipzig: Inhalt: Medizin, Naturwissenschaften, Technik und Volkswirtschaft, Periodica. Werner Klinkhardt Verlag, Leipzig 1923.